# مزرعة مظهري وشركا (حومة دامغان)
مزرعة مظهري وشركا (بالإنجليزية: Mazraeh-ye Mazahri va Sherka)‏ هي مستوطنة تقع في إيران في منطقة مركزية ريفية.